# Lista de bairros de Istambul
Esta é uma lista de bairros e outras áreas de Istambul, Turquia.

## Bairros e outras áreas
| Nome             | Distrito         | Notas |
| ---------------- | ---------------- | ----- |
| Acıbadem         | Kadıköy          |       |
| Akmerkez         | Beşiktaş         |       |
| Anadoluhisarı    |                  |       |
| Aksaray          | Fatih            |       |
| Arnavutköy       | Beşiktaş         |       |
| Ayakapı          | Fatih            |       |
| Ayaspaşa         | Beyoğlu          |       |
| Ayvansaray       | Fatih            |       |
| Aşiyan           | Beşiktaş         |       |
| Balat            | Fatih            |       |
| Balıklı          | Zeytinburnu      |       |
| Bebek            | Beşiktaş         |       |
| Beilerbei        | Üsküdar          |       |
| Bostancı         | Kadiköy          |       |
| Burhaniye        | Üsküdar          |       |
| Burgazada        | Adalar           |       |
| Büyükada         | Adalar           |       |
| Cabo do Serralho | Fatih            |       |
| Cağaloğlu        | Fatih            |       |
| Çarşamba         | Fatih            |       |
| Çarşı            | Beşiktaş         |       |
| Çengelköy        | Üsküdar          |       |
| Cihangir         | Beyoğlu          |       |
| Dolapdere        | Beyoğlu          |       |
| Eminönü          | Fatih            |       |
| Etiler           | Beşiktaş         |       |
| Fener            | Fatih            |       |
| Fenerbahçe       | Kadiköy          |       |
| Florya           | Bakırköy         |       |
| Galatasaray      | Beyoğlu          |       |
| Gálata           | Beyoğlu          |       |
| Harem            | Üsküdar          |       |
| Hasköy           | Beyoğlu          |       |
| Haydarpaşa       | Kadiköy          |       |
| Heybeliada       | Adalar           |       |
| İcadiye          | Üsküdar          |       |
| İstinye          | Sarıyer          |       |
| İçerenköy        | Ataşehir         |       |
| Kabataş          | Beyoğlu          |       |
| Karagümrük       | Fatih            |       |
| Karaköy          | Beyoğlu          |       |
| Kaşık Adası      | Adalar           |       |
| Kaynarca         | Pendik           |       |
| Kınalıada        | Adalar           |       |
| Kumkapı          | Fatih            |       |
| Kurtuluş         | Şişli            |       |
| Kuzguncuk        | Üsküdar          |       |
| Levent           | Beşiktaş         |       |
| Maslak           | Şişli            |       |
| Mecidiyeköy      | Şişli            |       |
| Nişantaşı        | Şişli            |       |
| Okmeydanı        | Kâğıthane, Şişli |       |
| Ortaköy          | Beşiktaş         |       |
| Polonezköy       | Beykoz           |       |
| Rumelihisarı     | Sarıyer          |       |
| Salacak          | Üsküdar          |       |
| Samatya          | Fatih            |       |
| Saraçhane        | Fatih            |       |
| Sedef            | Adalar           |       |
| Selamsız         | Üsküdar          |       |
| Sirkeci          | Fatih            |       |
| Sivriada         | Adalar           |       |
| Sultantepe       | Üsküdar          |       |
| Sulukule         | Fatih            |       |
| Sütlüce          | Eyüp             |       |
| Taksim           | Beyoğlu          |       |
| Tarlabaşı        | Beyoğlu          |       |
| Tarabya          | Sarıyer          |       |
| Tarlabaşı        | Beyoğlu          |       |
| Tavşanadası      | Adalar           |       |
| Tepeüstü         | Küçükçekmece     |       |
| Teşvikiye        | Şişli            |       |
| Tophane          | Beyoğlu          |       |
| Vefa             | Fatih            |       |
| Yassıada         | Adalar           |       |
| Yenibosna        | Bahçelievler     |       |
| Yenikapı         | Fatih            |       |
| Yeniköy          | Sarıyer          |       |
| Yenisahra        | Ataşehir         |       |
| Yeşilköy         | Bakırköy         |       |
| Yeşilyurt        | Bakırköy         |       |
| Yıldız           | Beşiktaş         |       |
| Zeyrek           | Fatih            |       |

## Antigos bairros e arrabaldes deConstantinopla
| Nome         | Nome atual                                 |
| ------------ | ------------------------------------------ |
| Blaquerna    | Balat                                      |
| Calcoprateia | (parte do distrito de Fatih)               |
| Contoscalião | Kumkapı                                    |
| Cosmidião    | Eyüp                                       |
| Eleutério    | Yenikapı                                   |
| Fanarião     | Fener                                      |
| Filopácio    | (parte do de Fatih; Balat?)                |
| Gálata       | Gálata                                     |
| Hebdomão     | Bakırköy                                   |
| Hieria       | (Fenerbahçe, parte do distrito de Kadıköy) |
| Kyklobion    | Zeytinburnu                                |
| Mangana      | (parte do distrito de Fatih)               |
| Psamátia     | Samatya (Fatih)                            |
| Sostênio     | İstinye                                    |